# Wenzel Jamnitzer

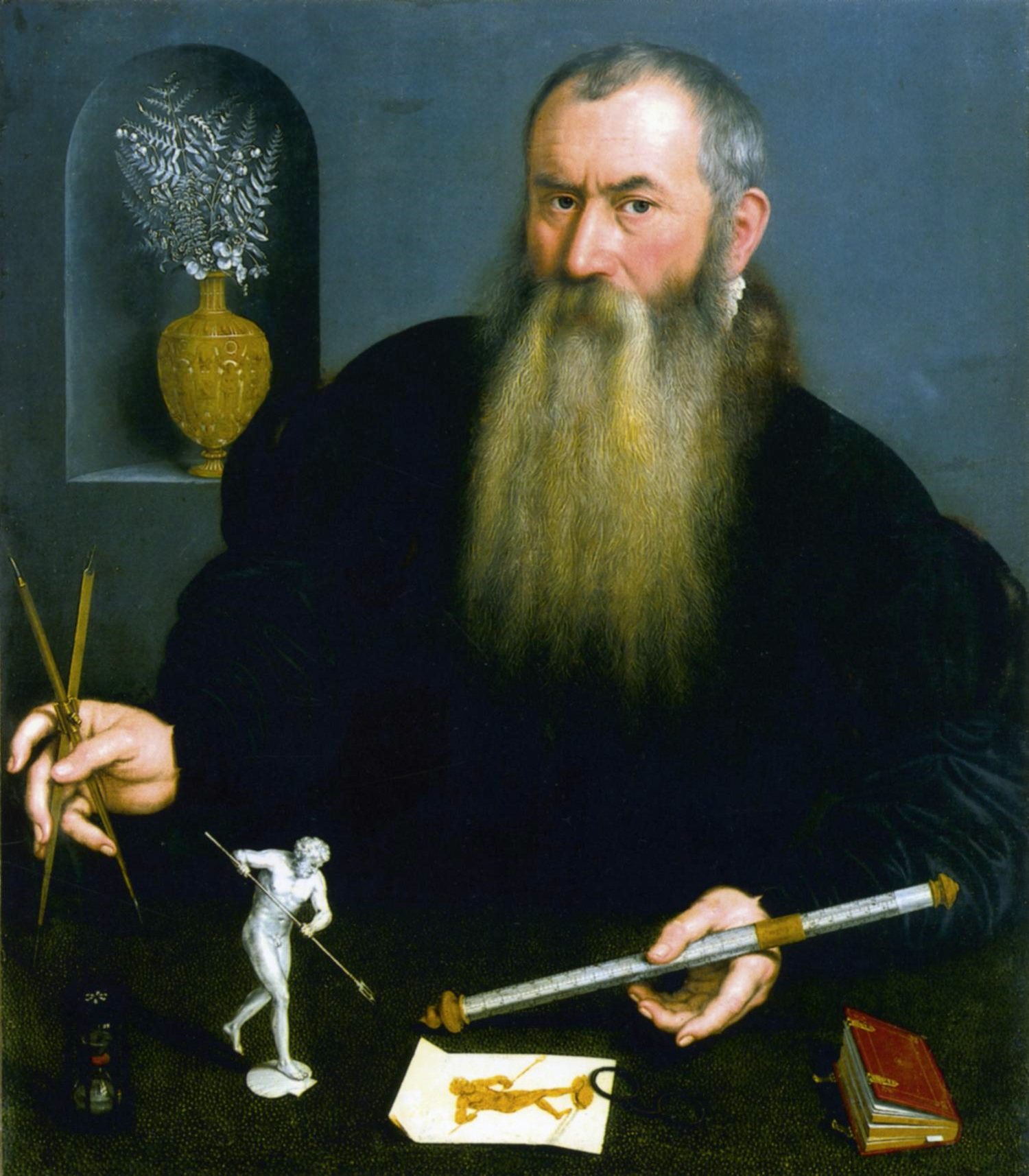
Wenzel Jamnitzer

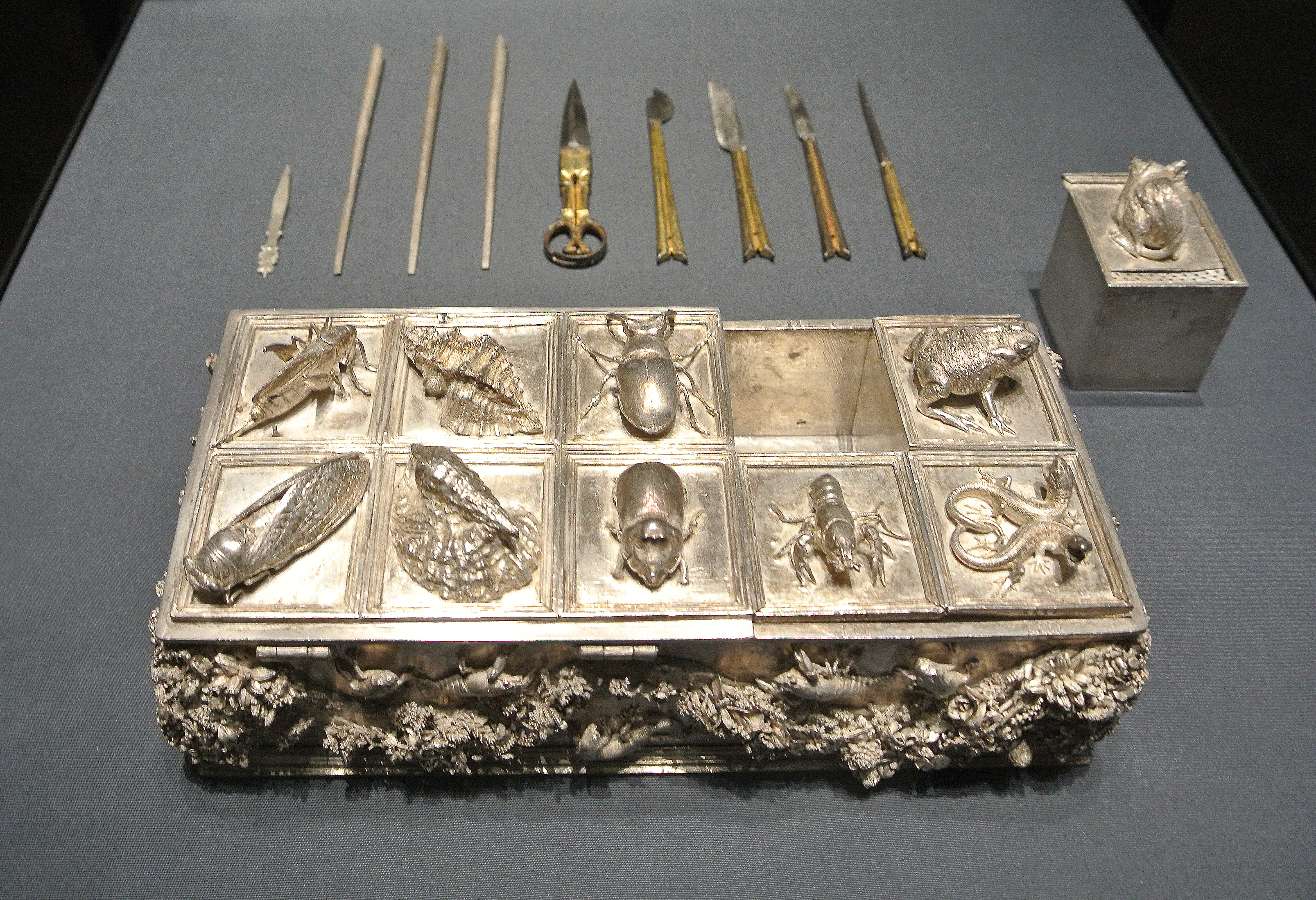
Caja de plata con utensilios de escritura

Wenzel Jamnitzer (escrito en ocasiones Jamitzer o Wenzel Gemniczer) (1507/1508 - 19 de diciembre de 1585) fue un orfebre manierista nórdico, artista estampador y grabador, que trabajó en Núremberg. Fue el orfebre alemán más conocido de su época, formando parte de una sucesión de orfebres al servicio de los monarcas del Sacro Imperio Romano Germánico.

## Semblanza
Jamnitzer, originario de Viena, era miembro de una familia alemana de Moravia, que durante más de 160 años había producido obras con los nombres de Jamnitzer, Jemniczer, Gemniczer y Jamitzer. Wenzel, con su hermano Albrecht, fue formado por su padre Hans el Viejo. Posteriormente, el hijo de Wenzel, Hans Jamnitzer (1539-1603) y su nieto Christof Jamnitzer (1563–1618) continuaron su negocio. 
Jamnitzer trabajó como orfebre de la corte para todos los emperadores alemanes de su época, incluidos Carlos V, Fernando I, Maximiliano II y Rodolfo II. Además, probablemente inventó una máquina de estampado. 
En 1534, Jamnitzer se estableció en Núremberg. Confeccionó jarrones y joyeros con gran habilidad, en un estilo basado en el del Renacimiento italiano. Además de los metales preciosos, incorporó piedras duras, conchas, corales y huevos de aves pequeñas en sus obras. 
En 1543 fue nombrado troquelador de monedas y sellos por la ciudad de Núremberg. En 1552, se convirtió en maestro de la ceca de la ciudad. 
Realizó estudios científicos para mejorar el conocimiento técnico de su gremio. En 1568 publicó Perspectiva Corporum Regularium (Perspectiva de sólidos regulares), un libro recordado por sus grabados de poliedros. Este libro se basa en el Timeo de  Platón y  en los Elementos de Euclides, y contenía 120 formas basadas en los sólidos platónicos.
Desde 1573, Jamnitzer representó a los orfebres en el ayuntamiento de Núremberg. De 1571 a 1576, trabajó con el escultor Johan Gregor van der Schardt. Wenzel Jamnitzer murió el 19 de diciembre de 1585 y fue enterrado en el cementerio de St. John de Núremberg (tumba No. 664). Su sepultura está decorada en bronce y tiene un epitafio de Jost Amman, un artista conocido por sus grabados en madera. 
Se pueden ver ejemplos de su trabajo en Viena, en el Louvre, en el Museo de Victoria y Alberto de Londres, y en otros lugares. Muchas de sus obras probablemente fueron fundidas durante la Guerra de los Treinta Años. 